# Gabriel Rolón
Gabriel Felipe Rolón (Gregorio de Laferrere, La Matanza, 1 de noviembre de 1961) es un psicólogo, psicoanalista, escritor, presentador de radio, músico y actor argentino.
Famoso por su participación en varios programas de radio y televisión. Es autor de varios  superventas como Historias de diván, Los padecientes, Palabras cruzadas y La felicidad.

## Biografía
Nacido en una casilla en Laferrere, Gabriel Rolón vivió su infancia en un contexto muy humilde. La  transitó en diferentes lugares de la provincia de Buenos Aires. Al terminar el colegio secundario, ingresó en la Facultad de Ciencias Económicas. Luego abandonó la carrera en esa universidad para reemplazarla por la licenciatura en psicología.
Tiene dos hijos: Lucas y Malena.
En marzo de 2017 se casó con la escritora y psicoanalista Cynthia Wila (autora de "Pasiones en guerra", "El cuerpo prohibido" y "Eva y Juan").
Rolón estudió en la Facultad de Psicología (Universidad de Buenos Aires), donde se graduó. Posee además, una especialización en psicoanálisis. Abocó su actividad a la Psicología Clínica, especialmente en el tratamiento de las neurosis, psicosis y perversiones.
Durante 14 años trabajó junto a Alejandro Dolina en el programa radial “La venganza será terrible”, hasta que abandonó el ciclo en 2007 para dedicarse a otros proyectos.
Trabajó como columnista en estos temas en varios programas de radio y televisión. Tuvo su programa propio en televisión, en horario central por América TV llamado Terapia. Condujo, además, "Noche de Diván", por Radio Mitre, por el cual obtuvo la primera mención en el premio otorgado por la Universidad de Buenos Aires por su difusión cultural y científica.
Durante 2006 y 2007, dirigió talleres de especialización clínica destinados a profesionales de la salud mental.
Además, como actor y cantante, participó en la opereta Lo que me costó el amor de Laura (1998), de Alejandro Dolina, en Radiocine (2002) y en múltiples interpretaciones en vivo en La venganza será terrible.
Realizó durante tres años un ciclo de seminarios en el prestigioso: "Bar Notable de Buenos Aires" Clásica y Moderna y en el resto del país, con "Entrevista Abierta" y con "Medianoche en Buenos Aires. Un relato musical".
Escribió los libros: Historias de diván, Palabras Cruzadas, Los Padecientes, Encuentros, Medianoche en Buenos Aires, Historias Inconscientes, Cara a Cara, La voz ausente, El precio de la pasión, El duelo y La Felicidad. Ha colaborado escribiendo columnas en diversos medios gráficos, entre los que destacan La Mujer de mi Vida, Psicología Positiva y la revista cultural Quid.
Junto a Marcelo Camaño, realizó la adaptación televisiva de sus primeros dos libros, para la serie televisiva "Historias de diván", protagonizada por Jorge Marrale y dirigida por Juan José Jusid, que ha sido difundida por varios países y distinguida por la Red Iberoamericana de Ecobioética de la Unesco por su interés cultural y ético social.
Así mismo, junto a Marcos Negri y Nicolás Tuozzo, fue guionista y adaptador de la película "Los padecientes", inspirada en el libro homónimo y protagonizada por Benjamín Vicuña, Eugenia Suárez, Ángela Torres y Pablo Rago.
Sus propuestas teatrales (Charlas de diván, Entrevista abierta, Mano a Mano, Historias de diván, El amor y las pasiones, Medianoche en Buenos Aires y  El lado B del amor) recorrieron varios países y fueron vistos por cientos de miles de espectadores. 
Su libro Cara a Cara, fue presentado en el Estadio Luna Park, ante más de 6500 personas.
Más allá de sus actividades artísticas, dicta seminarios clínicos, es orador en congresos psicoanalíticos y dicta clases magistrales en distintas universidades internacionales y continua con la práctica clínica del psicoanálisis.

## Televisión
- "Va X Vos"
- "Siempre Listos"
- "Mediodía"
- "Todos al Diván"
- "A vos quien te ama?"
- "RSM"
- "Terapia (única sesión)"
- "Recordando el show de Alejandro Molina" (interpretando al Dr. Sigmund Freud)

## Radio
- La venganza será terrible (Radio Continental)
- Puerta Marcada (FM Horizonte 94.3)
- Tarde negra (Rock & Pop)
- Noche de Diván (Radio Mitre)
- Perros De La Calle (Metro 95.1)
- Perros De La Calle (Urbana Play)

## Libros
- 1996: Diario de Ayer.
- 2007: Historias de diván (ocho relatos de vida), Planeta. En 2014 sale una nueva edición con nueve relatos de vida y en 2019 una nueva con diez relatos de vida (agrega dos relatos más por el 10 aniversario de la primera edición).
- 2009: Palabras cruzadas  (Del dolor a la verdad), Planeta.
- 2011: La respuesta esta en ti (Encuentra la verdad y supera tus problemas), Planeta.
- 2012: Los padecientes, Emece.
- 2013: Medianoche en Buenos Aires (Relato musical) con Teresa Castillo.
- 2013: Encuentros (El lado B del amor)”, Planeta. 2017: El libro recibe su edición definitiva y aumentada.
- 2014: Historias inconscientes (Vidas al límite), Planeta.
- 2015: Cara a cara (La dimensión humana del análisis), Planeta.
- 2018: La voz ausente, Emece.
- 2019: El precio de la pasión (Mitos e historias al filo de la vida), Planeta.[6]
- 2020: El duelo (Cuando el dolor se hace carne), Planeta.
- 2023: La felicidad, Paidos